# Hepacivirus
Hepacivirus es un género de virus perteneciente a la familia Flaviviridae. Los humanos son los hospedadores naturales. Algunas enfermedades asociadas con este género son la hepatitis y el carcinoma hepatocelular.
La especie tipo es el virus de la hepatitis C.

## Taxonomía
Group: ssRNA(+)

### Taxonomía revisada
Las especies conocidas en 2016 ha sido clasificadas en 14 especies: Hepacivirus A-N.
- Hepacivirus A es el virus previamente conocido como Canine hepacivirus/Non-primate hepacivirus/Equine hepacivirus
- Hepacivirus B es el virus previamente conocido como GBV-B
- Hepacivirus C es el virus previamente conocido como Hepatitis C virus
- Hepacivirus D es el virus previamente conocido como Guereza hepacivirus
- Hepacivirus E es el virus previamente conocido como Rodent hepacivirus
- Hepacivirus F es el virus previamente conocido como Rodent hepacivirus
- Hepacivirus G es el virus previamente conocido como Norway rat hepacivirus 1
- Hepacivirus H es el virus previamente conocido como Norway rat hepacivirus 2
- Hepacivirus I es el virus previamente conocido como Rodent hepacivirus
- Hepacivirus J es el virus previamente conocido como Rodent hepacivirus
- Hepacivirus K es el virus previamente conocido como Bat hepacivirus
- Hepacivirus L es el virus previamente conocido como Bat hepacivirus
- Hepacivirus M es el virus previamente conocido como Bat hepacivirus
- Hepacivirus N es el virus previamente conocido como Bovine hepacivirus

La especie tipo del género es el hepacivirus C. Siete genotipos y ochenta y cuatro subgenotipos son reconocidos.

## Estructura
Los virus del género Hepacivirus tienen envoltura, con geometría esférica. Su diámetro ronda los 50 nm. El genoma es linear y no segmentado, midiendo cerca de 10kb.
| Género      | Estructura  | Simetría   | Cápside       | Disposición genómica | Segmentación genómica |
| ----------- | ----------- | ---------- | ------------- | -------------------- | --------------------- |
| Hepacivirus | Icosaédrica | Pseudo T=3 | Con envoltura | Lineal               | No segmentado         |

## Ciclo vital
La entrada en la célula hospedadora se consigue mediante la adhesión de la proteína E de la envoltura viral a receptores de membrana celulares, provocando su endocitosis mediada por clatrina. Su replicación sigue el esquema general de los virus con ARN positivo. La traducción tiene lugar por iniciación viral. El ser humano es el hospedador natural, y las rutas de transmisión son la sexual, la sangre, y el contacto directo.
| Género      | Hospedador natural | Tropismo tisular                                                           | Entrada en la célula             | Salida    | Lugar de replicación | Lugar de ensamblaje | Transmisión    |
| ----------- | ------------------ | -------------------------------------------------------------------------- | -------------------------------- | --------- | -------------------- | ------------------- | -------------- |
| Hepacivirus | Humano             | Epitelio: piel; epitelio: riñón; epitelio: intestino; epitelio: testículos | Endocitosis mediada por clatrina | Secerción | Citoplasma           | Citoplasma          | Sexual; sangre |

## Historia
El HCV, que es el agente causante de la hepatitis C humanos y la especie tipo del género, fue descubierto en 1989.
El virus GBV-B (también conocido como virus GB B), descubierto en 1995, es capaz de infectar platirrinos, en particular tamarinos. Al igual que el HCV, es transmitido por la sangre y también está asociado a hepatitis viral. Sin embargo el virus GB B nunca ha sido identificado en animales salvajes y no se conoce su hospedador natural.

## Información adicional
Otros hepacivirus han sido descritos de murciélagos, roedores (incluyendo Myodes glareolus), caballos y perros.
El ganado bovino también parece ser hospedador de estos virus.
El rodent hepacivirus se encuentra en Peromyscus maniculatus.
Una especie relacionada con este género ha sido aislada de Proscyllium habereri.
Hay al menos dos subtipos de hepacivirus equino.
El virus más emparentado con el virus de la hepatitis C humana es el virus de la hepatitis C del caballo.